# Vanessa Grasse
Vanessa June S. Grasse (* 27. Juni 1992 in London Borough of Camden, London, England) ist eine britische Schauspielerin.

## Leben
Grasse wurde am 27. Juni 1992 im London Borough of Camden geboren. Sie hat eine ältere Schwester. Sie besuchte die Queenswood School in Hatfield, in der englischen Grafschaft Hertfordshire und erfuhr erste Berührungspunkte mit dem Schauspiel während ihrer dortigen Zeit im Schultheater. Sie belegte 2010 einen Schauspielkurs an der ArtsEd. Daraufhin studierte sie für drei Jahre von 2010 bis 2013 an der University of Leeds Englische Literatur und Theater.
Grasse gab 2015 im Fernsehfilm Roboshark in der Rolle der Melody ihr Filmschauspieldebüt. 2017 stellte sie im Horrorfilm Leatherface die Rolle der Lizzy dar. Im selben Jahr folgte in der Videospielverfilmung It Came from the Desert die Rolle der Lisa. 2018 hatte sie Besetzungen in den Spielfilmen Open 24 Hours und Astral. 2020 wirkte sie in drei Episoden der Fernsehserie Bulletproof in der Rolle der Jodie mit. 2020 folgten Rollen im Spielfilm Glia, im Fernsehfilm Agatha and the Midnight Murders und im Kurzfilm Grounds. Seit 2023 stellt sie im Netflix Original Shadow and Bone – Legenden der Grisha die Rolle der Vatra dar.

## Filmografie (Auswahl)
- 2015: Roboshark (Fernsehfilm)
- 2017: Leatherface
- 2017: It Came from the Desert
- 2018: Open 24 Hours
- 2018: Astral
- 2020: Bulletproof (Fernsehserie, 3 Episoden)
- 2020: Glia
- 2020: Agatha and the Midnight Murders (Fernsehfilm)
- 2020: Grounds (Kurzfilm)
- 2021: A Castle for Christmas
- 2022: Venice at Dawn
- seit 2023: Shadow and Bone – Legenden der Grisha (Shadow and Bone, Fernsehserie)